# Elsteraue
Die Gemeinde Elsteraue liegt an der Weißen Elster im Burgenlandkreis im Süden von Sachsen-Anhalt.

## Geografie

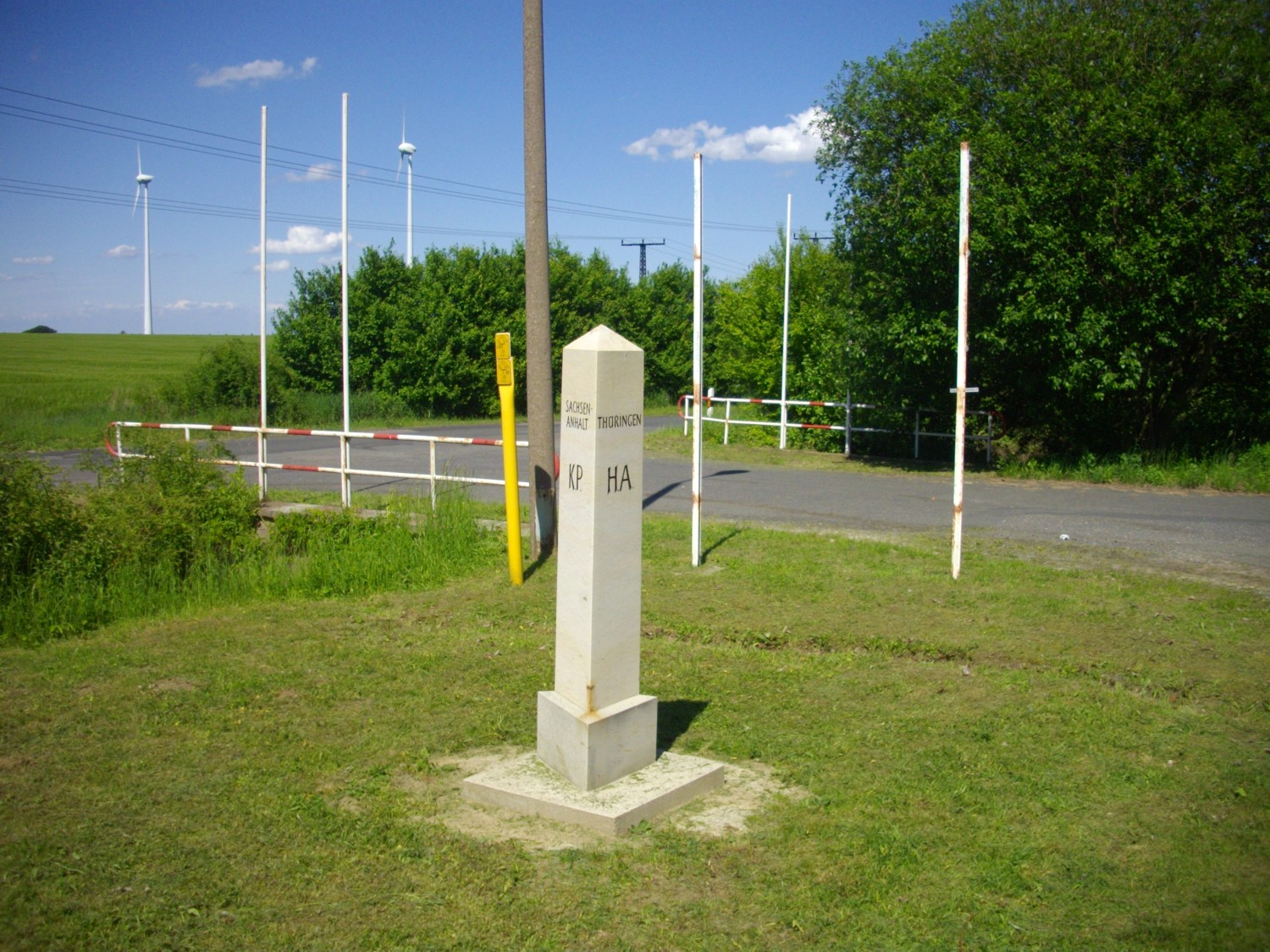
Dreiländereck

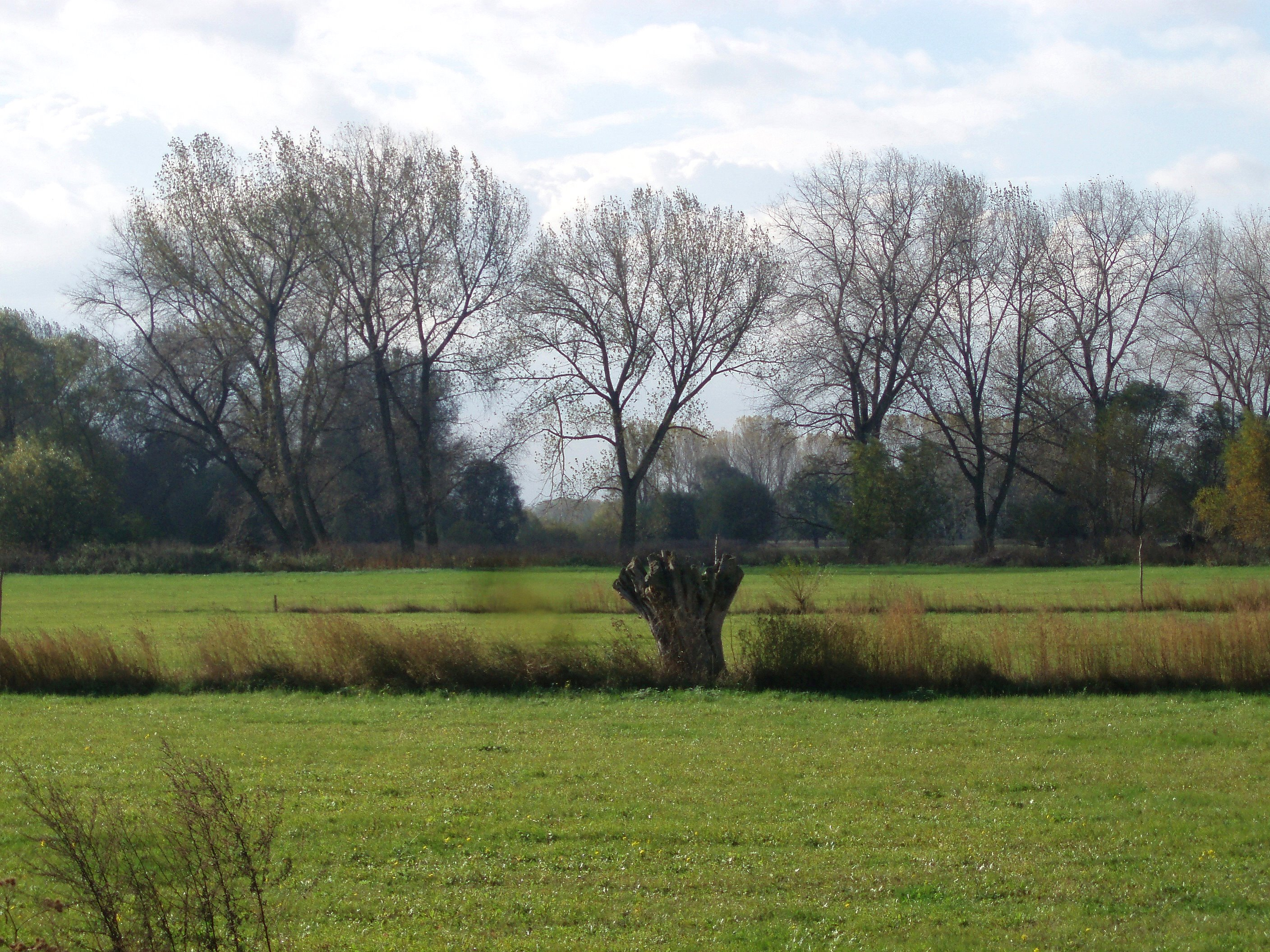
Elsteraue bei Reuden

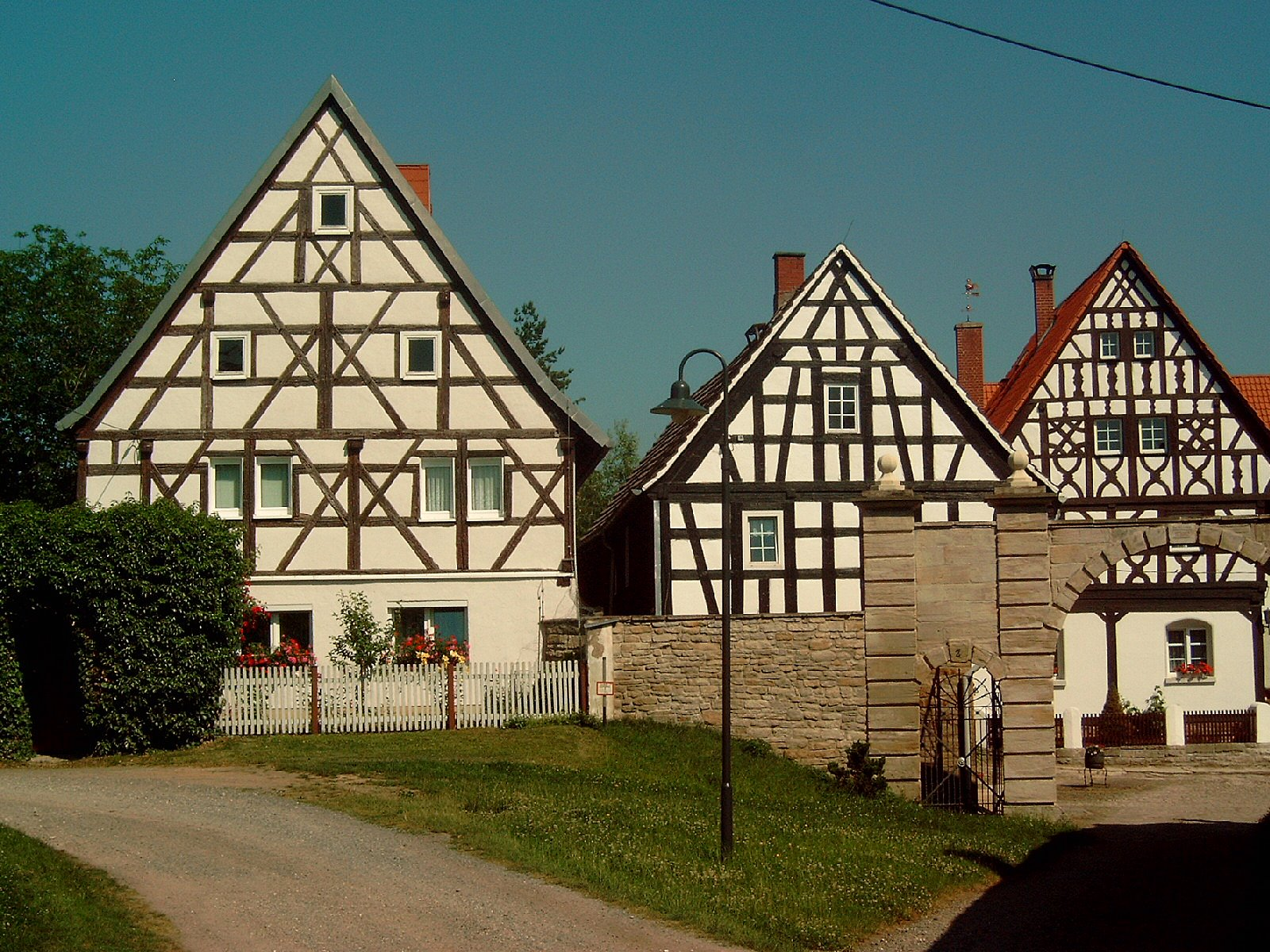
Wertvolle Fachwerkhäusergruppe in Tröglitz, Ortsteil Kadischen

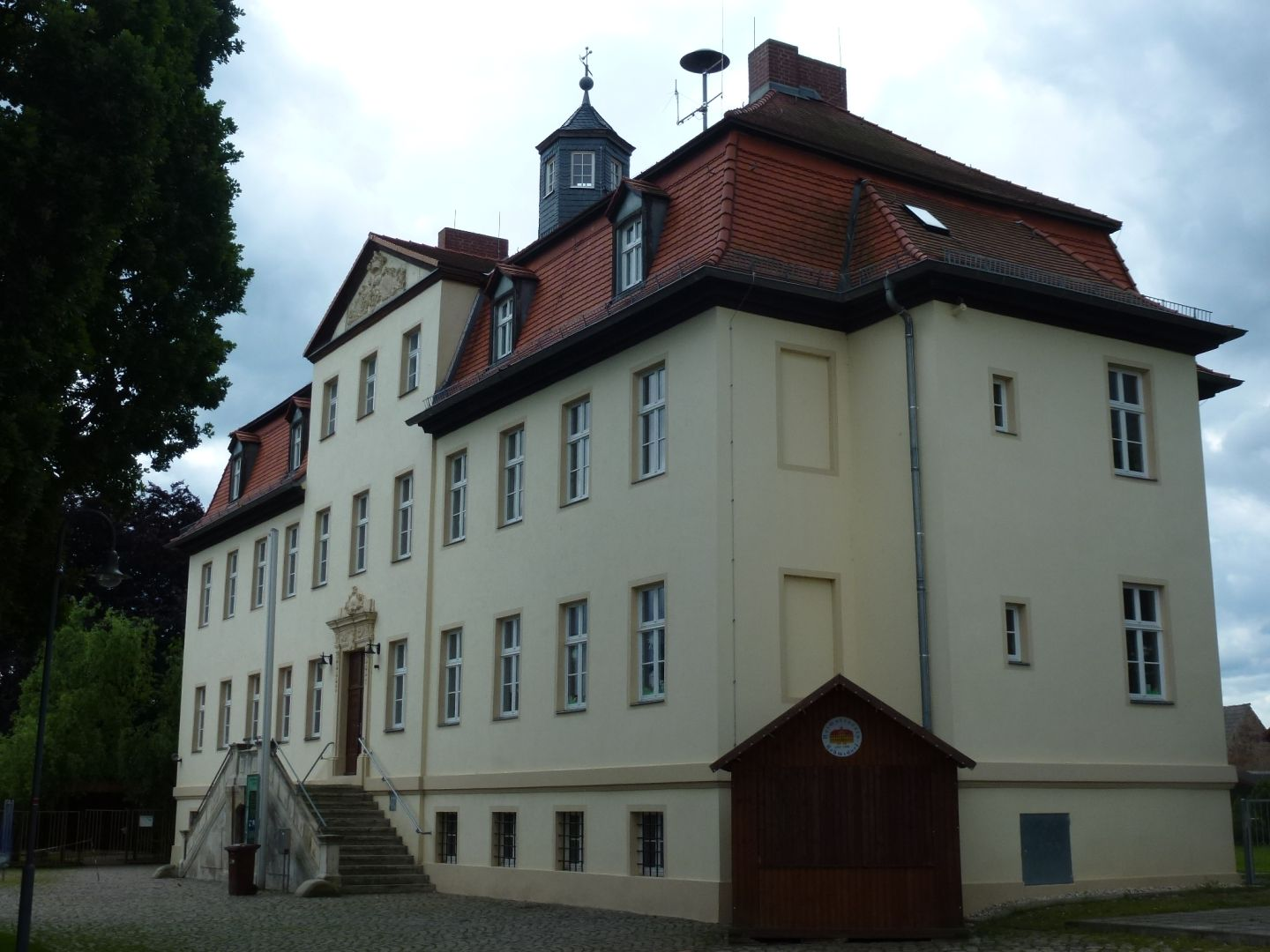
Herrenhaus des Rittergutes in Rehmsdorf

Die Gemeinde Elsteraue liegt östlich bzw. nordöstlich der Stadt Zeitz im Dreiländereck zwischen Sachsen, Thüringen und Sachsen-Anhalt, wo sich auch das ehemalige Glaswerk Maltitz befindet. Wie der Name sagt, liegt die Gemeinde zu einem großen Teil in der Aue der Weißen Elster. Durch die südliche Ortschaft Spora, die durch das zur Stadt Zeitz gehörige Territorium vom restlichen Ortsgebiet getrennt liegt, fließt die Schnauder. Das Gemeindegebiet liegt im Mitteldeutschen Braunkohlerevier. Während der Norden mit dem aktiven Tagebau Profen im Zeitz-Weißenfelser Braunkohlerevier liegt, wird der südliche Bereich der Ortschaft Spora zum Meuselwitz-Altenburger Braunkohlerevier gezählt.

## Geschichte

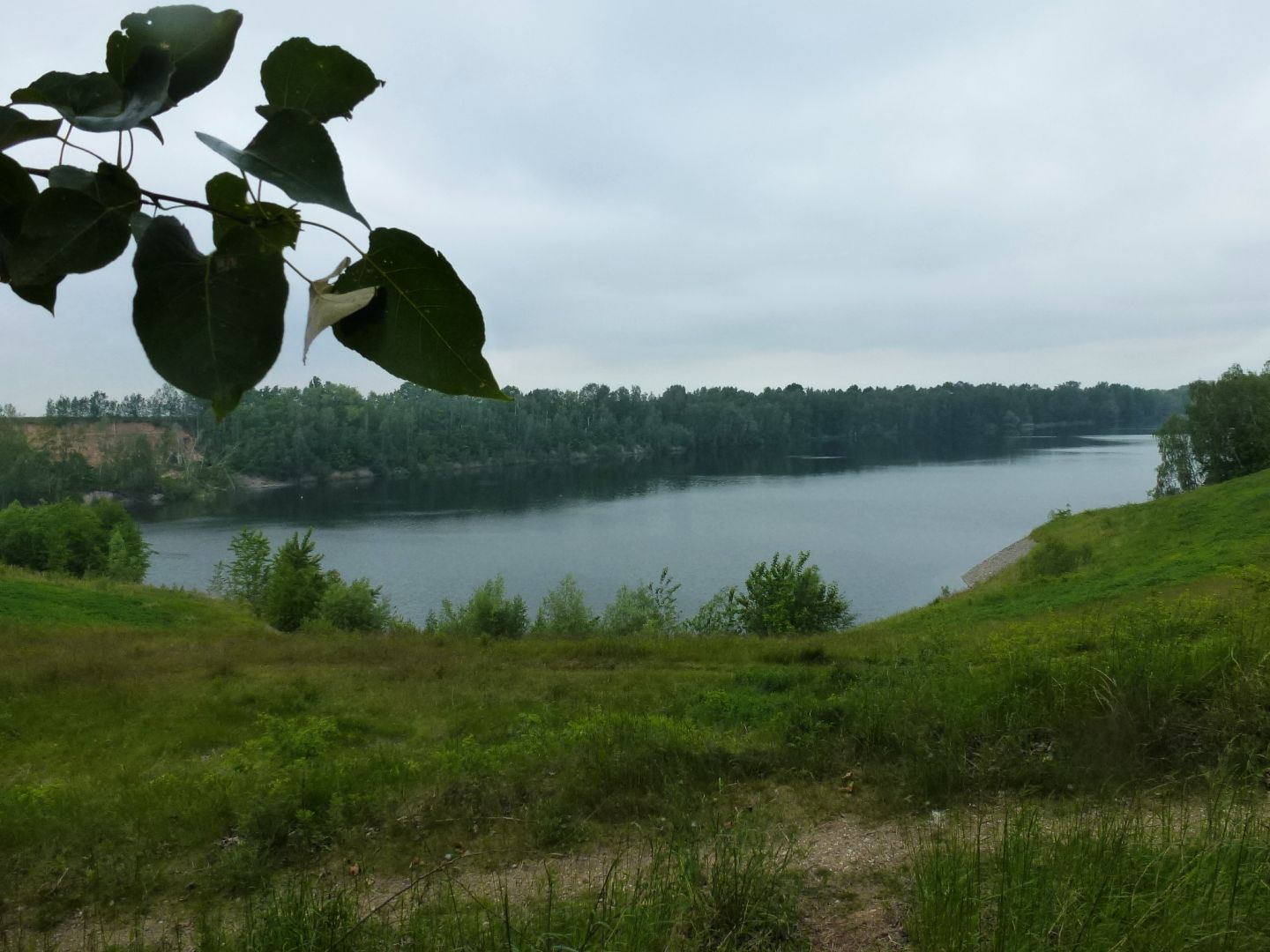
Tagebaurestloch bei Spora

Die Gemeinde entstand am 1. Juli 2003 aus dem freiwilligen Zusammenschluss der bis dahin selbständigen Gemeinden Bornitz, Draschwitz, Göbitz, Könderitz, Langendorf, Profen, Rehmsdorf, Reuden, Spora (mit dem Ortsteil Oelsen) und Tröglitz.
Der gemeinsame Verwaltungssitz befindet sich in Alt-Tröglitz im Verwaltungsgebäude des Chemie- und Industrieparks Zeitz. Dieser ist hervorgegangen aus dem Altindustriestandort „Hydrierwerk Zeitz“.
Während des Zweiten Weltkrieges wurde gegen Ende 1944 im heutigen Ortsteil Gleina und später in Rehmsdorf ein Außenlager des KZ Buchenwald errichtet. Die Häftlinge wurden bei dem Wiederaufbau des zerstörten Hydrierwerks der BRABAG (Braunkohle-Benzin AG) eingesetzt. 33 Opfer dieser Zwangsarbeit sind auf dem Gleinaer Ortsfriedhof begraben worden.
Die Gemeinde Elsteraue wird von mittelständischen Unternehmen geprägt. Weiterhin spielen die Landwirtschaft durch die „Agrargenossenschaft Agricola Rehmsdorf“ eine bedeutende Rolle sowie der Braunkohlenabbau der Mitteldeutschen Braunkohlengesellschaft mbH im Abbaufeld „Schwerzau“ des Tagebaus Profen, der große Teile der Bornitzer, Draschwitzer, Reudener und Predeler Feldgemarkungen abbaggern wird.

## Politik

### Gemeinderat

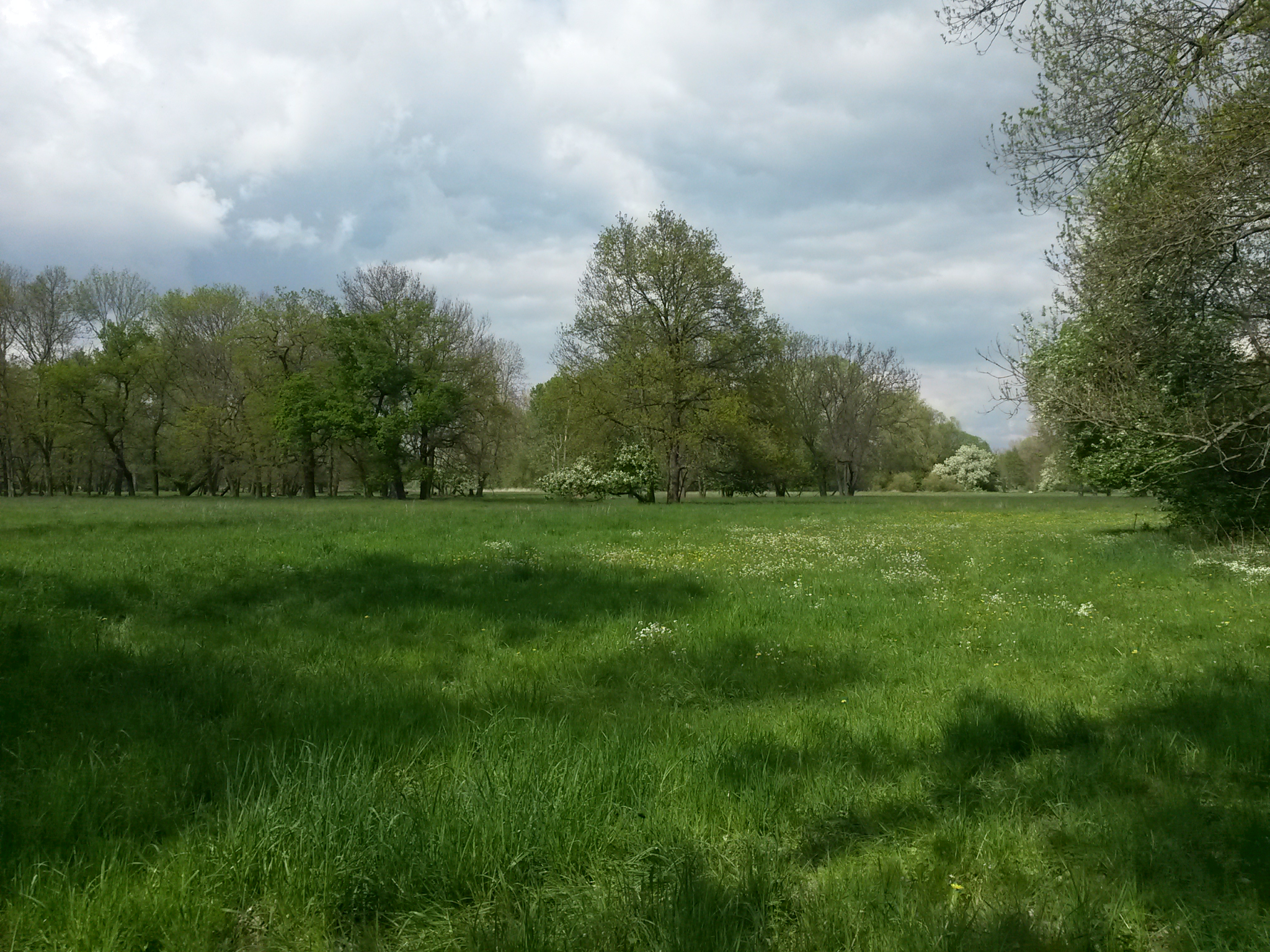
Elsteraue bei Profen

Der Gemeinderat der Gemeinde Elsteraue setzt sich aus 20 ehrenamtlichen Mitgliedern zusammen. Nach der Gemeinderatswahl 2024 konnten nur 17 der 20 Sitze
Die letzten Kommunalwahlen brachten folgende Ergebnisse:
| Partei / Wählergruppe | Partei / Wählergruppe | Partei / Wählergruppe                       | 2024          | 2024   | 2024   | 2019          | 2019   | 2019 | Sitzverteilung des Gemeinderats 2024–2029Insgesamt 17 Sitze - SPD: 1 - FWG: 1 - BVE: 2 - BLE: 3 - CDU: 7 - FW: 1 - AfD: 2 |
| Partei / Wählergruppe | Partei / Wählergruppe | Partei / Wählergruppe                       | Stimmenanteil | Sitze  | +/−    | Stimmenanteil | Sitze  | +/−  | Sitzverteilung des Gemeinderats 2024–2029Insgesamt 17 Sitze - SPD: 1 - FWG: 1 - BVE: 2 - BLE: 3 - CDU: 7 - FW: 1 - AfD: 2 |
|                       | CDU                   | Christlich Demokratische Union Deutschlands | 36,7 %        | 7      | ± 0    | 36,2 %        | 7      | − 2  | Sitzverteilung des Gemeinderats 2024–2029Insgesamt 17 Sitze - SPD: 1 - FWG: 1 - BVE: 2 - BLE: 3 - CDU: 7 - FW: 1 - AfD: 2 |
|                       | BLE                   | Bürgerliste Elsteraue                       | 16,4 %        | 3      | ± 0    | 14,6 %        | 3      | ± 0  | Sitzverteilung des Gemeinderats 2024–2029Insgesamt 17 Sitze - SPD: 1 - FWG: 1 - BVE: 2 - BLE: 3 - CDU: 7 - FW: 1 - AfD: 2 |
|                       | AfD                   | Alternative für Deutschland                 | 24,2 %        | 2      | − 1    | 15,1 %        | 3      | + 3  | Sitzverteilung des Gemeinderats 2024–2029Insgesamt 17 Sitze - SPD: 1 - FWG: 1 - BVE: 2 - BLE: 3 - CDU: 7 - FW: 1 - AfD: 2 |
|                       | BVE                   | Bürgervereinigung Elsteraue                 | 7,3 %         | 2      | + 1    | 05,2 %        | 1      | ± 0  | Sitzverteilung des Gemeinderats 2024–2029Insgesamt 17 Sitze - SPD: 1 - FWG: 1 - BVE: 2 - BLE: 3 - CDU: 7 - FW: 1 - AfD: 2 |
|                       | FWG                   | Freie Wählergruppe                          | 7,1 %         | 1      | − 1    | 08,6 %        | 2      | + 1  | Sitzverteilung des Gemeinderats 2024–2029Insgesamt 17 Sitze - SPD: 1 - FWG: 1 - BVE: 2 - BLE: 3 - CDU: 7 - FW: 1 - AfD: 2 |
|                       | SPD                   | Sozialdemokratische Partei Deutschlands     | 3,9 %         | 1      | ± 0    | 05,8 %        | 1      | ± 0  | Sitzverteilung des Gemeinderats 2024–2029Insgesamt 17 Sitze - SPD: 1 - FWG: 1 - BVE: 2 - BLE: 3 - CDU: 7 - FW: 1 - AfD: 2 |
|                       | FW                    | Freie Wähler                                | 2,9 %         | 1      | + 1    | n. k.         | –      | ± 0  | Sitzverteilung des Gemeinderats 2024–2029Insgesamt 17 Sitze - SPD: 1 - FWG: 1 - BVE: 2 - BLE: 3 - CDU: 7 - FW: 1 - AfD: 2 |
|                       | FDP                   | Freie Demokratische Partei                  | 1,5 %         | 0      | − 1    | 02,0 %        | 1      | + 1  | Sitzverteilung des Gemeinderats 2024–2029Insgesamt 17 Sitze - SPD: 1 - FWG: 1 - BVE: 2 - BLE: 3 - CDU: 7 - FW: 1 - AfD: 2 |
|                       | Linke                 | Die Linke                                   | n. k.         | –      | − 2    | 11,1 %        | 2      | − 1  | Sitzverteilung des Gemeinderats 2024–2029Insgesamt 17 Sitze - SPD: 1 - FWG: 1 - BVE: 2 - BLE: 3 - CDU: 7 - FW: 1 - AfD: 2 |
|                       | NPD                   | Nationaldemokratische Partei Deutschlands   | n. k.         | –      | ± 0    | 01,5 %        | 0      | − 1  | Sitzverteilung des Gemeinderats 2024–2029Insgesamt 17 Sitze - SPD: 1 - FWG: 1 - BVE: 2 - BLE: 3 - CDU: 7 - FW: 1 - AfD: 2 |
| Gesamt                | Gesamt                | Gesamt                                      | 100,0 %       | 17     | − 3    | 100,0 %       | 20     | +1   | Sitzverteilung des Gemeinderats 2024–2029Insgesamt 17 Sitze - SPD: 1 - FWG: 1 - BVE: 2 - BLE: 3 - CDU: 7 - FW: 1 - AfD: 2 |
| Wahlbeteiligung       | Wahlbeteiligung       | Wahlbeteiligung                             | 71,4 %        | 71,4 % | + 10,8 | 60,6 %        | 60,6 % |      | Sitzverteilung des Gemeinderats 2024–2029Insgesamt 17 Sitze - SPD: 1 - FWG: 1 - BVE: 2 - BLE: 3 - CDU: 7 - FW: 1 - AfD: 2 |

### Bürgermeister
Im Juni 2024 wurde Mark Fischer mit 56,3 Prozent der Stimmen zum neuen Bürgermeister gewählt.

### Wappen
Blasonierung: „In Blau oben fächerartig gestellt fünf goldene Ähren, unten ein goldenes Bergmannsgezähe, das Ganze umlegt mit zehn siebenstrahligen goldenen Sternen, davon je einer beidseits ins Obereck, die restlichen 8 in der unteren Schildhälfte bordweis gestellt.“
Das Wappen schuf der Magdeburger Kommunalheraldiker Jörg Mantzsch. Die Farben der Gemeinde sind: Gelb-Blau.

### Gemeindegliederung
| Ortschaften | Ortsteile                                                                   | Anklickbare Karte |
| ----------- | --------------------------------------------------------------------------- | ----------------- |
| Bornitz     | Bornitz                                                                     | Anklickbare Karte |
| Draschwitz  | Draschwitz                                                                  | Anklickbare Karte |
| Göbitz      | Göbitz, Maßnitz, Torna                                                      | Anklickbare Karte |
| Könderitz   | Könderitz, Etzoldshain, Minkwitz, Traupitz                                  | Anklickbare Karte |
| Langendorf  | Langendorf, Döbitzschen, Staschwitz                                         | Anklickbare Karte |
| Profen      | Profen, Beersdorf, Lützkewitz                                               | Anklickbare Karte |
| Rehmsdorf   | Rehmsdorf (mit Rumsdorf), Krimmitzschen, Sprossen                           | Anklickbare Karte |
| Reuden      | Reuden, Predel, Ostrau                                                      | Anklickbare Karte |
| Spora       | Spora, Nißma, Oelsen, Prehlitz-Penkwitz                                     | Anklickbare Karte |
| Tröglitz    | Tröglitz, Alt-Tröglitz, Kadischen, Burtschütz, Stocksdorf, Gleina, Techwitz | Anklickbare Karte |

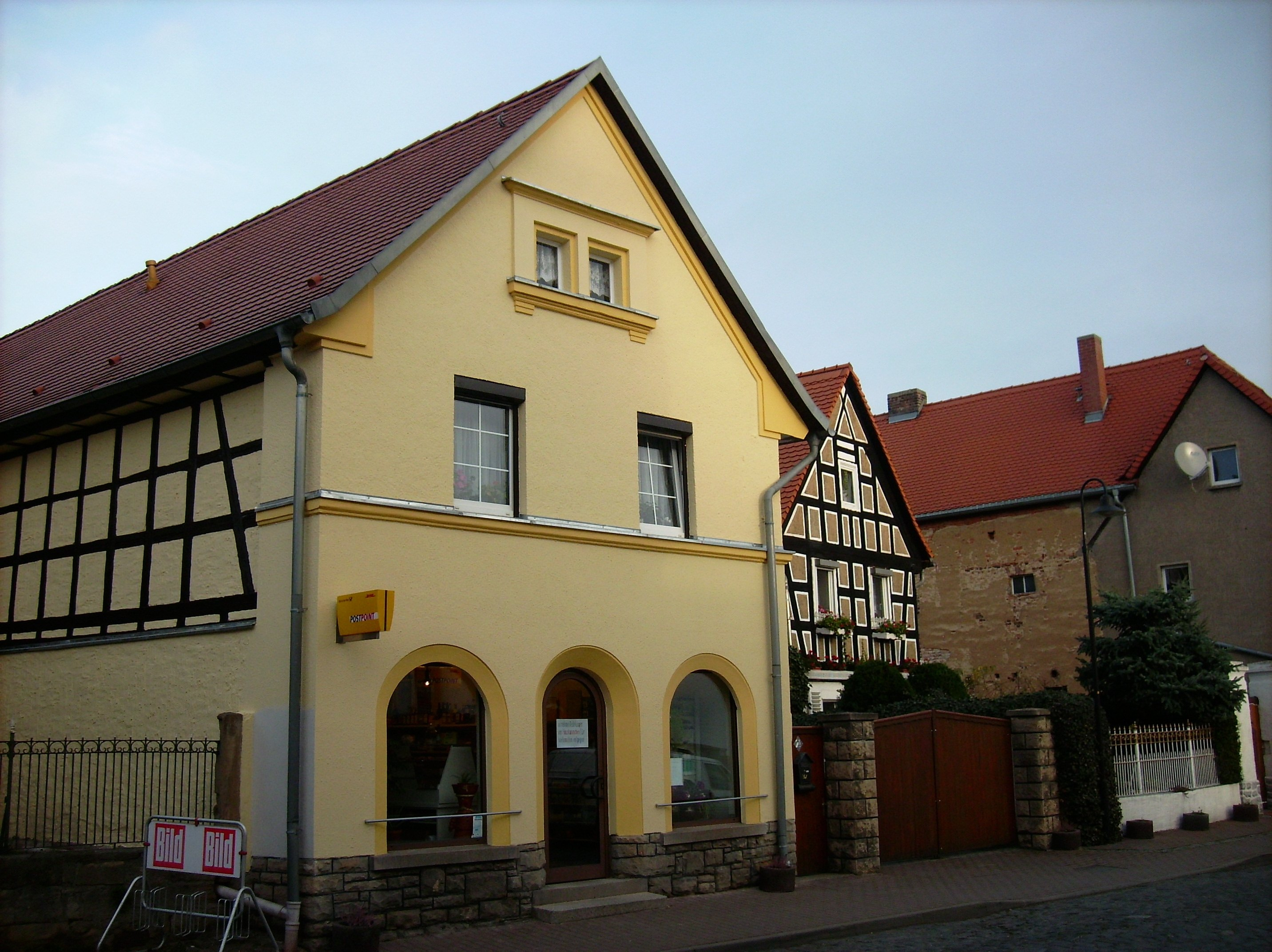
Bornitz
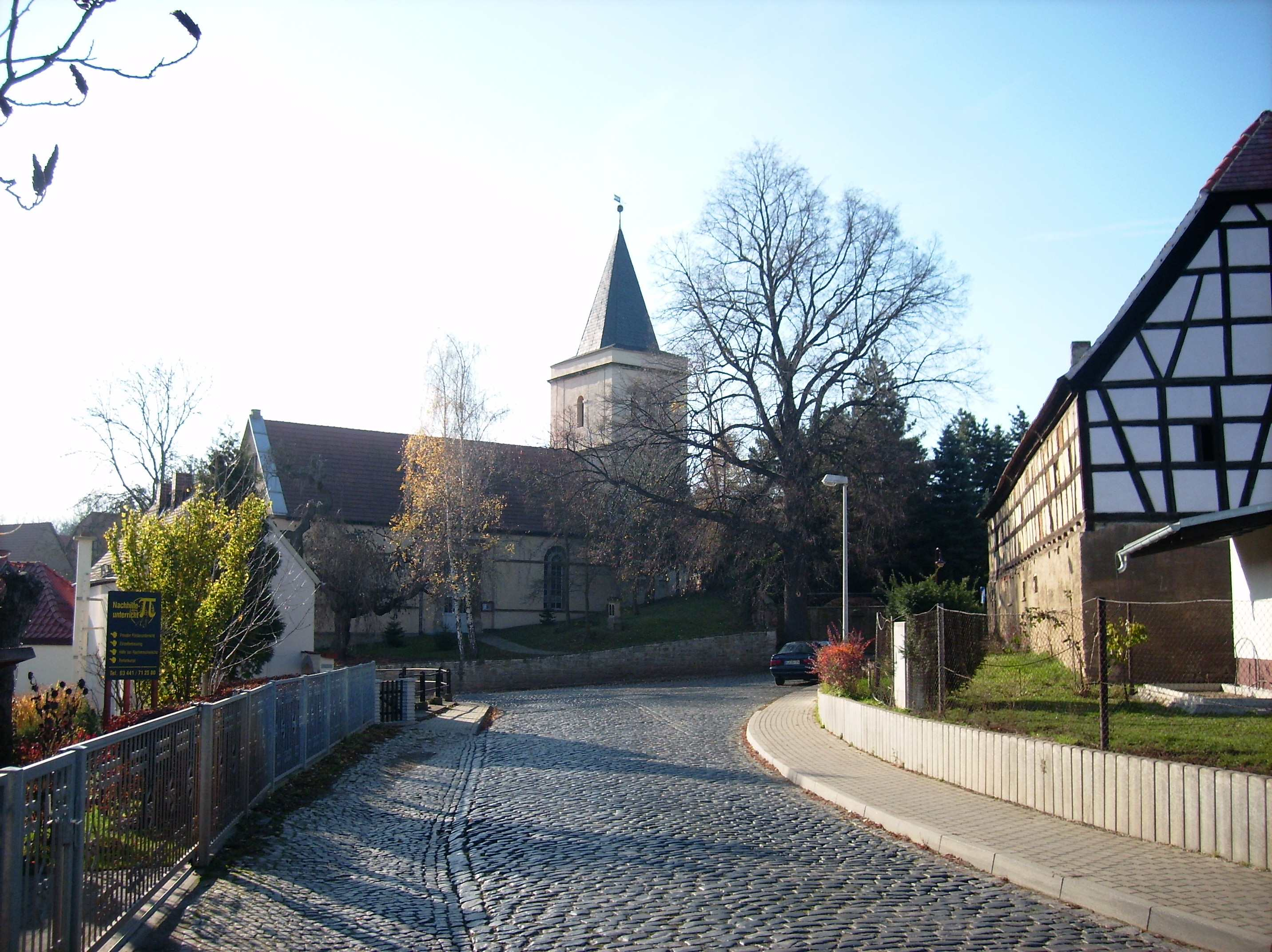
Burtschütz, Kirche
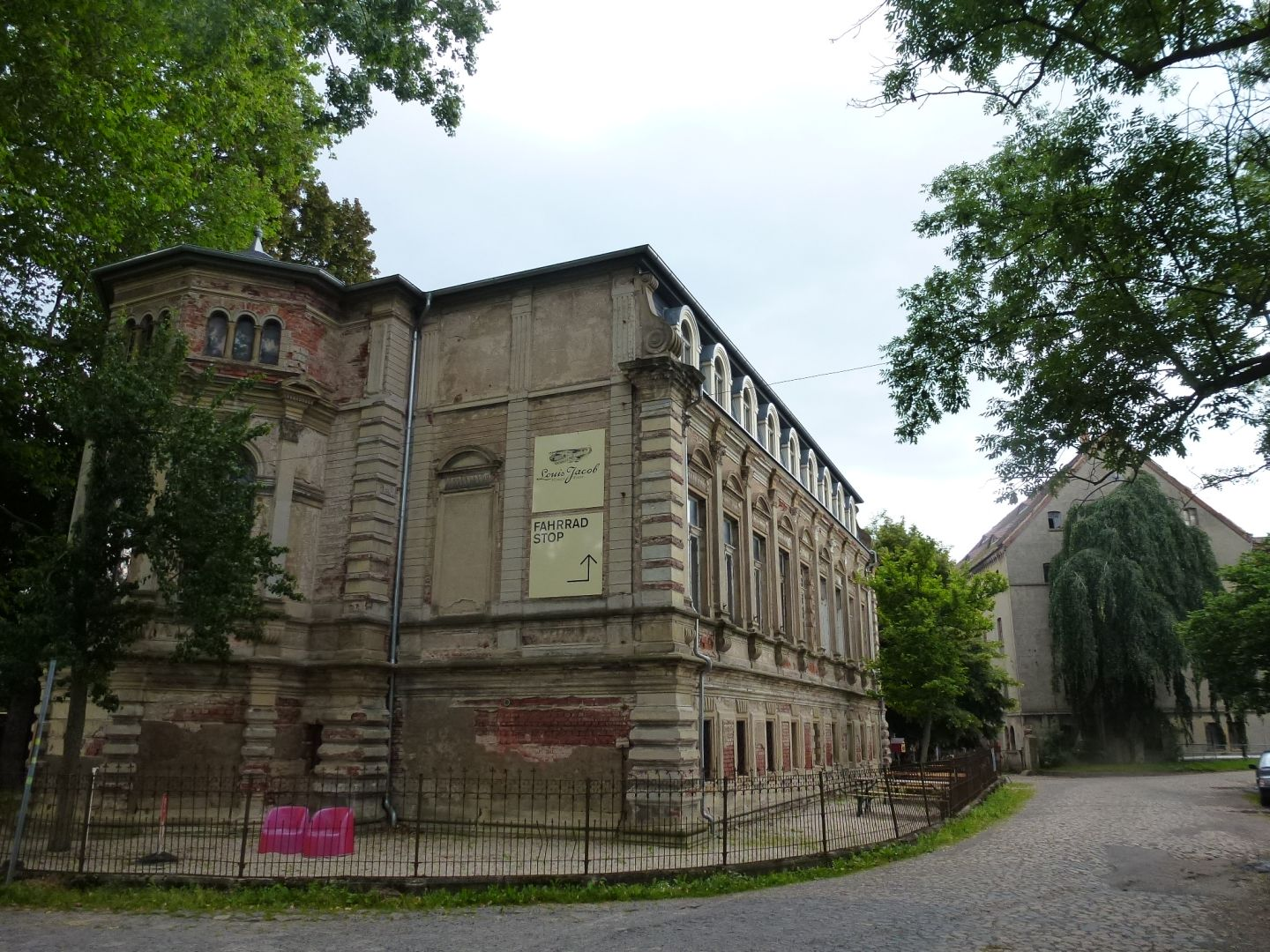
Göbitz, Fahrradstop am Elster-Radweg und Mühle
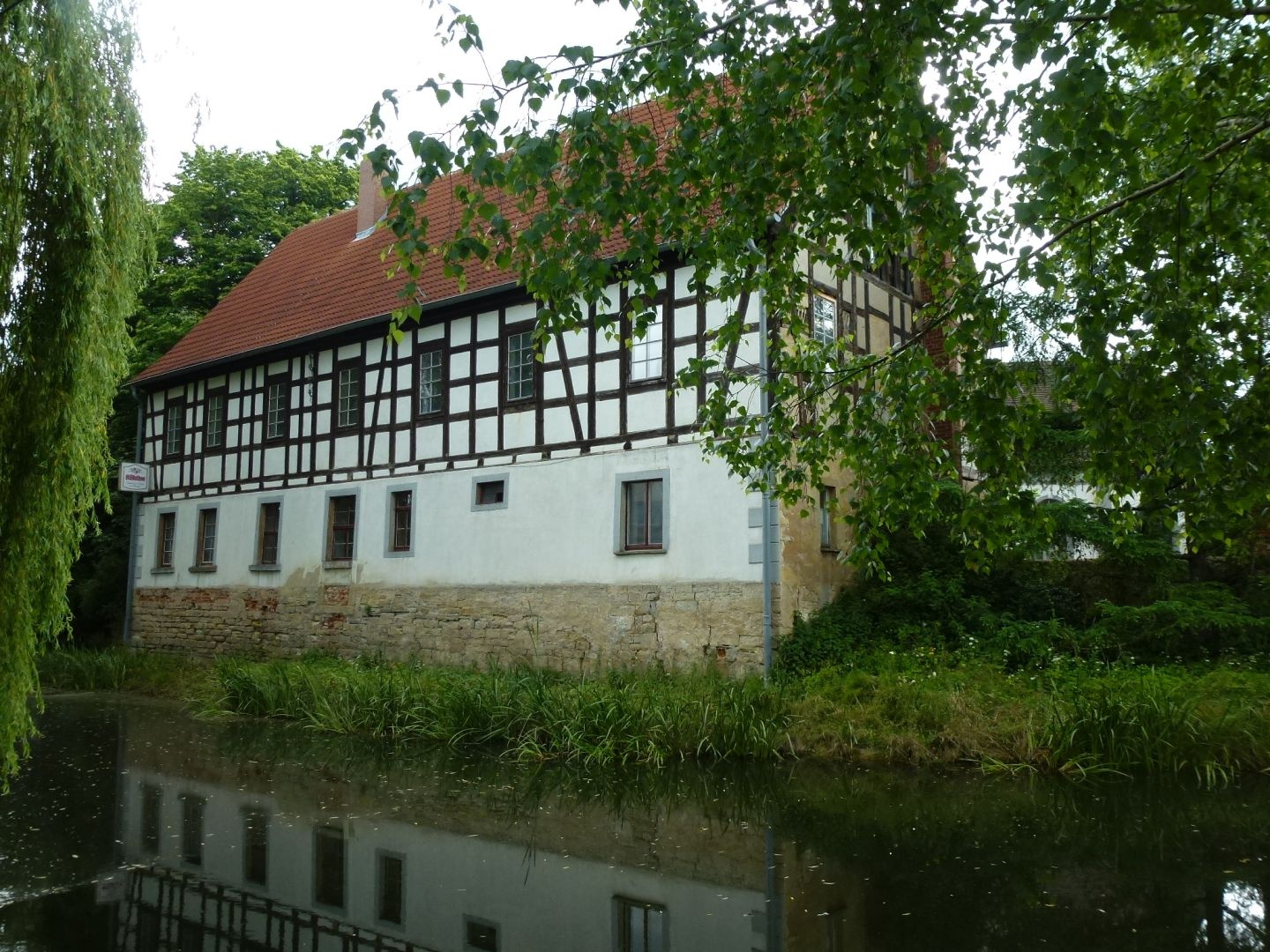
Göbitz, Fachwerk
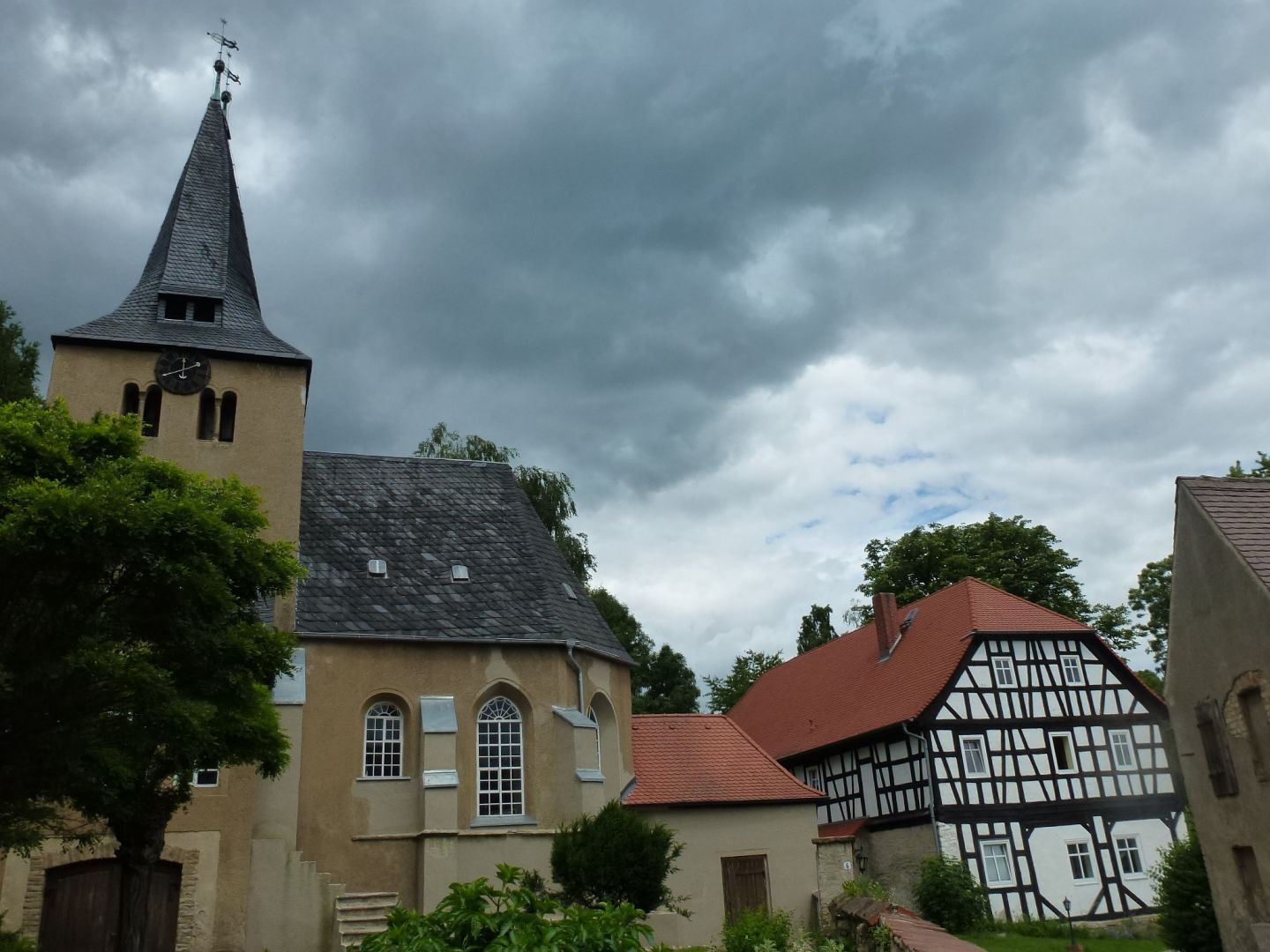
Langendorf, Kirche und Pfarrhaus

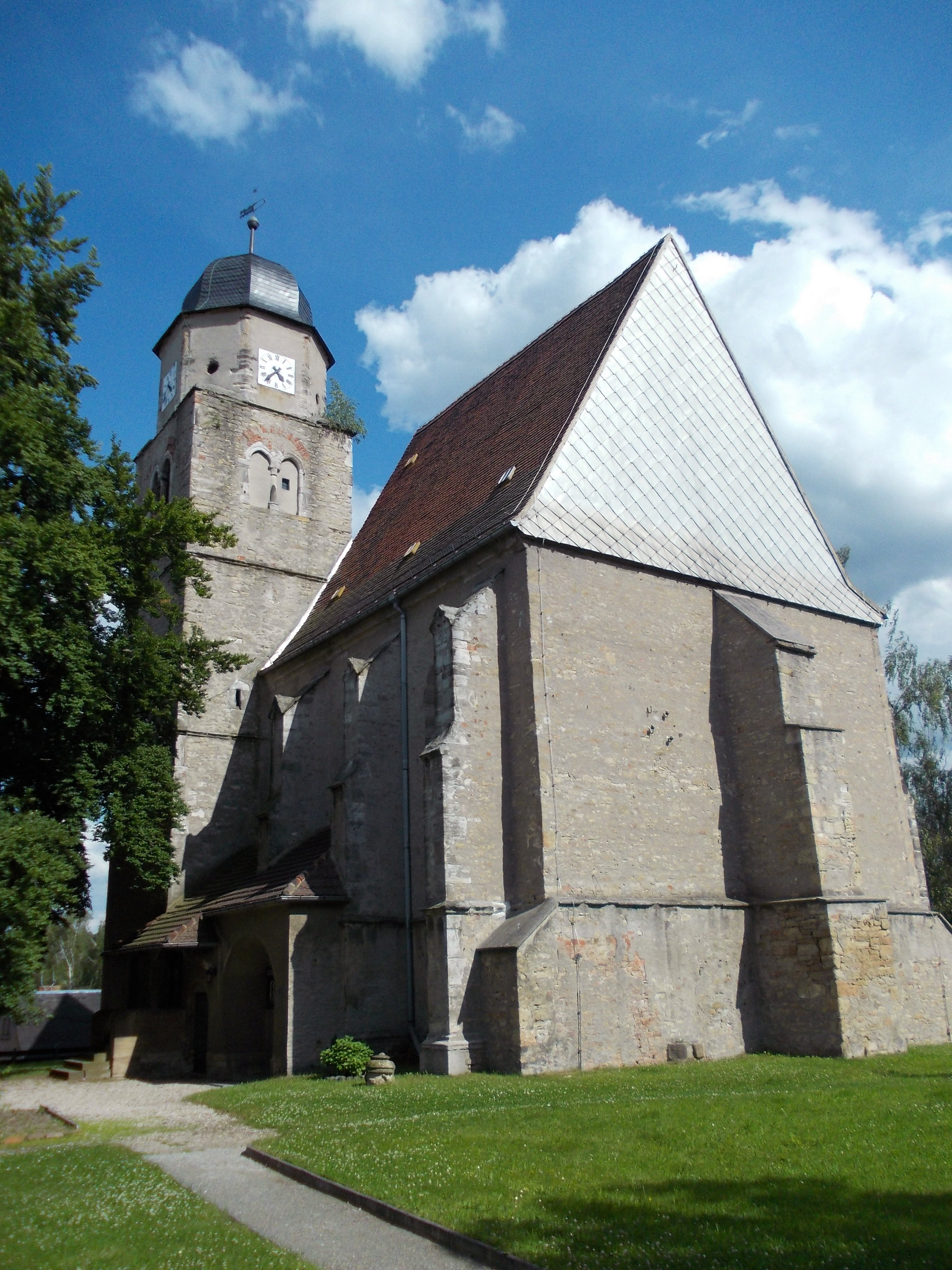
Kirche in Profen

## Sehenswürdigkeiten

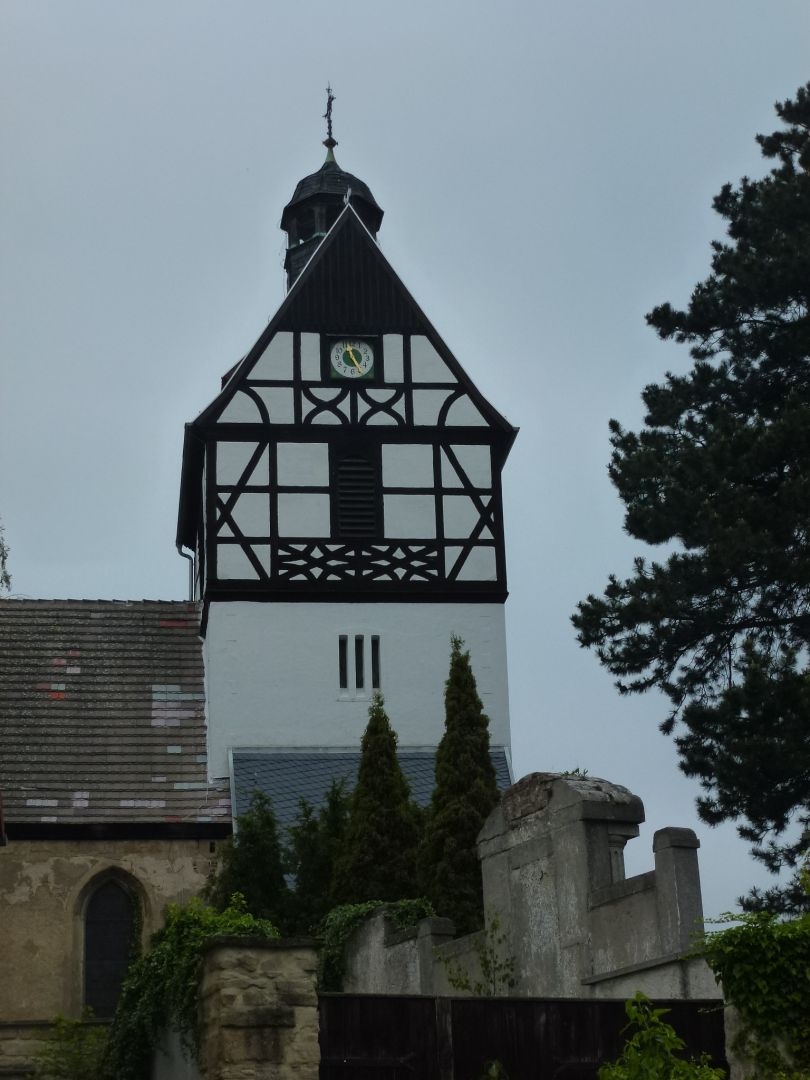
Kirche in Spora

- Landschaftsschutzgebiet „Elsteraue“ mit Elster-Radweg und alten Kopfweidenbeständen
- Kirche Profen, erbaut 1495
- Tagebauaussichtspunkt „Schwerzau“ an der „Grünen Magistrale“ im Tagebau Profen
- Kirche in Gleina, eine der ältesten Sakralbauten im Burgenlandkreis
- Fachwerkhäusergruppe in Tröglitz, Ortsteil Kadischen
- Schiefer Turmhelm der Kirche in Predel, von der Bundesstraße 2 aus sichtbar
- aufwendig gestaltete Fachwerkhäuser in fast allen Ortsteilen
- Kirche in Spora, erbaut vermutlich um 1200
- Wildgehege zwischen Profen und Auligk
- klassizistische Kirche in Burtschütz von 1836
- Rittergut mit 1750 errichtetem Herrenhaus in Rehmsdorf
- ehemaliges Weberhaus in Krimmitzschen
- Dreiherrenstein am Dreiländereck knapp zwei Kilometer östlich von Langendorf
- Gedenkstein für die Opfer des KZ-Außenlagers „Wille“ (1944–45) gegenüber dem Bahnhofsgebäude in Rehmsdorf und auf dem alten Friedhof an der Kirche in Gleina
- Ausstellung und Dokumentationszentrum über das KZ-Außenlager „Wille“ im Bürgerhaus Rehmsdorf am Brunnenplatz

## Wirtschaft und Infrastruktur

### Verkehr
Im Ortsteil Profen liegt ein Bahnhof der Bahnstrecke Leipzig–Probstzella. Weitere Halte an dieser Strecke waren bis 2010  Reuden und Bornitz. Kommunale Initiativen bemühen sich um eine Reaktivierung der Haltepunkte als Bedarfshalt.
Die Ortsteile Tröglitz und Rehmsdorf liegen an der Bahnstrecke Zeitz–Altenburg. Seit 2002 ist der Personenverkehr eingestellt. Zwischen 1901 und 1970 hatten die Ortsteile Oelsen, Spora und der devastierte Ortsteil Wuitz Bahnhöfe an der Bahnstrecke Gera-Pforten–Wuitz-Mumsdorf.
Die Bundesstraßen 2 und 180 führen durch die Gemeinde.

### Bildung

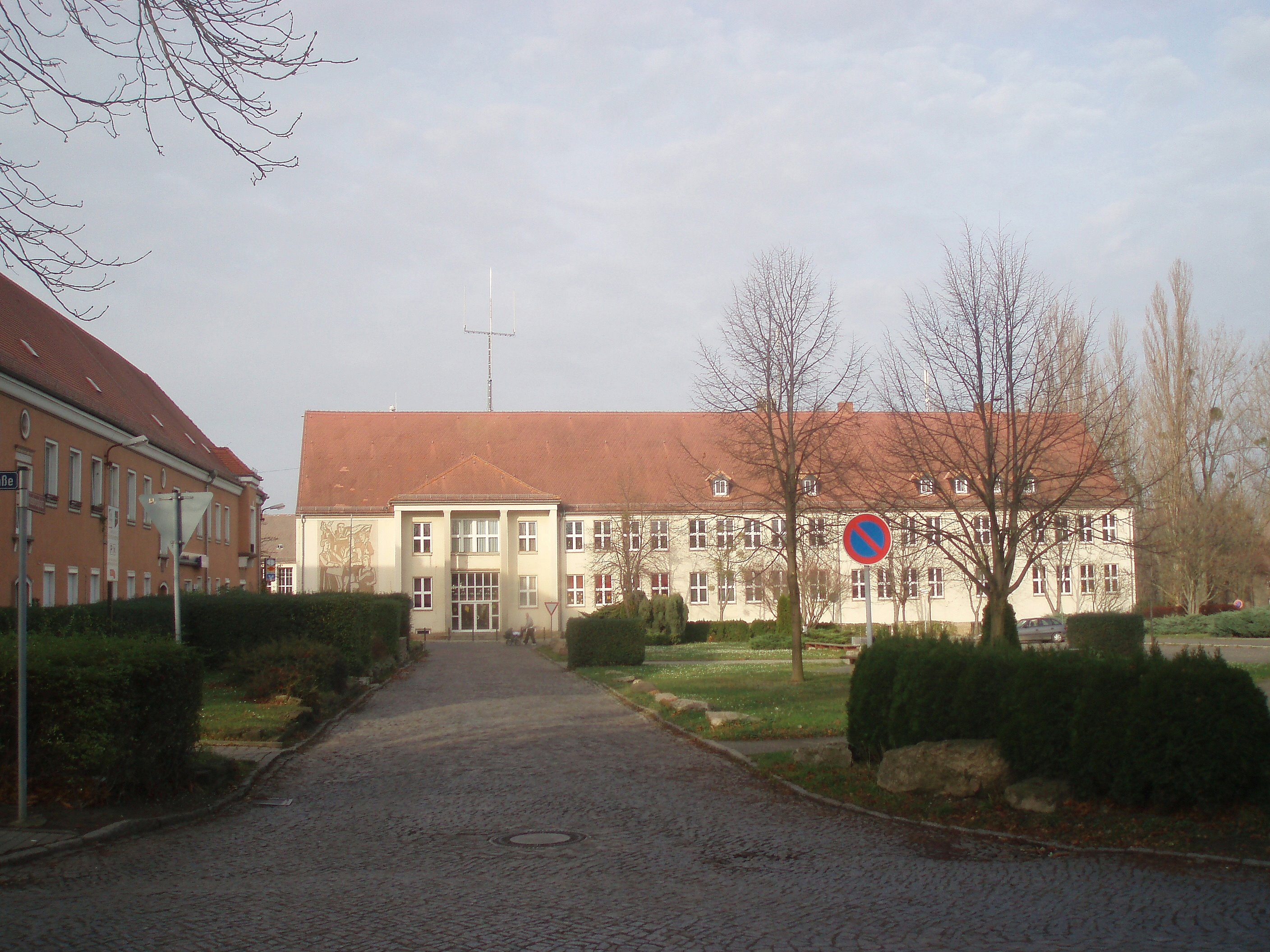
Grundschule in Tröglitz

In der Gemeinde bestehen zwei große Schulen. In Reuden wurde eine Gesamtschule eingerichtet, die die Schüler der Jahrgangsklassen 5–10 besuchen. Im Ortsteil Tröglitz wurde das ehemalige Grund- und Sekundarschulgebäude am Friedensplatz zur reinen Grundschule der Klassen 1–4 aller Schüler der einzelnen Orte umfunktioniert, damit der Schulstandort Tröglitz in dem 1950 bis 1953 errichteten Gebäude, das zugleich in seiner aufwendigen Gestaltung mit seinem Hauptportal unter Denkmalschutz steht, erhalten bleibt.

### Wirtschaft
In Elsteraue ist der Chemie- und Industriepark Zeitz angesiedelt.

## Söhne und Töchter der Gemeinde
- Gottlob Bachmann (1763–1840), Komponist und Organist, geboren in Bornitz
- Johann Christian Jörg (1779–1856), Gynäkologe und Kinderarzt, geboren in Predel
- Otto Rohland (1828–1899), Reichstags- und Landtagsabgeordneter, geboren in Etzoldshain
- Manfred Riedel (1936–2009), Philosoph, geboren in Etzoldshain